# 陳家欽
陳家欽（1958年—），高雄市大寮區人，中華民國警察，現任臺灣警政發展協會理事長，曾任高雄市政府警察局局長、內政部警政署署長，與新北市市長侯友宜、立法委員游毓蘭、中央警察大學校長陳檡文是警校同期（45期）同學，刑警體系出身，因打擊犯罪功績卓著，有「警界鐵漢」之稱。

## 警界資歷

### 早年經歷
陳家欽自中央警官學校刑事警察學系畢業後，分發至基層從事刑警工作，對刑事偵查相當熱衷，後至美國紐海芬大學師承李昌鈺，取得鑑識科學碩士。歷任內政部警政署刑事警察局偵查組組長、臺中縣警察局和平分局分局長、臺北縣政府警察局三峽分局分局長、高雄市政府警察局刑事警察大隊副大隊長。
1999年，陞任刑事警察局偵查第三隊隊長，任內瓦解張連興、吳俊卿等強盜集團；自中國大陸引渡天道盟發起人吳桐潭、查獲天道盟涉酒店槍擊案，更破獲彰化海線黑道謝惠仁槍殺天道盟「不倒會」會長謝運通案。
2003年10月，調任高雄市政府警察局刑事警察大隊大隊長，同年12月發生前高雄市議員曾長發服務處遭人連續開槍掃射，隔年新興分局刑警方照仁遭毒販駕車衝撞甩落死亡、麗尊酒店駁火槍戰等社會矚目案件均由陳家欽率隊偵破。擔任大隊長任內，因新興詐欺、網路犯罪與人蛇集團案件增多，首創全國之先於市刑大成立偵五隊，專司偵辦此類犯罪。

### 高雄市政府警察局局長
陳家欽對警察工作相當認真，遇有案件必身先士卒，破獲多起社會矚目案件，故深獲上級賞識，後歷任屏東縣政府警察局局長、內政部警政署法制室主任、高雄市政府警察局副局長、保安警察第二總隊總隊長等重要警職。2015年1月16日，高雄市政府警察局原任局長黃茂穗屆齡退休，陳家欽接任警察局局長。
擔任局長期間，以警察局為家，創立「破案茶」鼓勵基層士氣，凡警察同仁有破案績效，必立即頒獎鼓勵。上任後將飆車案件視為刑案偵辦，揪出帶頭者，讓困擾市民多年飆車問題銷聲匿跡。並運用市警局臉書，發布「愛與鐵血」系列影片，將第一線警察人員執勤的辛苦危險，以第一人稱視角呈現在民眾眼前，獲得數百萬的點閱率，並深獲民眾肯定。
陳家欽上任前，高雄市警局曾爆發集體包庇賭博電玩風紀案，為整飭警紀，任內透過各種行政手段，讓涉案59家電玩店無法復業，也拒絕議員關說，遏止收賄歪風。
2015年2月11日，春節前夕發生高雄監獄挾持事件，陳家欽獲報後立即前往現場坐鎮指揮，出動共計300名以上的優勢警力及特種警察荷槍實彈層層封鎖監獄，並且在監獄出口布設雞爪釘，將劫持人質的囚匪圍堵在獄區；一方面積極與劫匪談判斡旋，另一方面也對狙擊手下達「格殺令」，歷經21小時的對峙，最終六位受刑人飲彈自盡，成功化解危機。

### 內政部警政署署長
2017年9月21日，因世大運開幕式遭反年改團體抗爭干擾，行政院針對維安缺失究責，原任警政署長陳國恩調任國安局副局長，陳家欽接任內政部警政署署長。
擔任署長任內，為推動警勤業務制度改革，多次走訪基層辦理座談會，先後完成新式警察制服換裝、爭取調升警察人員年功俸、放寬員警因公殉職定義、推動退休警察人員服務證、降低員警加班工時等措施，並發揮刑事專長打擊犯罪，強化掃黑、肅槍、緝毒、打詐專案，提高民眾治安滿意度。
2022年6月22日，多家媒體報導陳家欽申請提前退休，內政部、警政署先後證實此消息。
2022年6月23日，行政院發言人羅秉成於院後記者會表示，陳家欽考量下任署長人事布局及2022年底地方選舉治安規劃，提前一年申請退休，內政部已將其退休案函送考試院審定，預定在6月30日生效。
2022年6月30日，陳家欽卸任警政署長，遺缺由高雄市政府警察局局長黃明昭接任。
陳家欽擔任署長4年9個月，為歷任署長任職時間第三長，僅次於王卓鈞（6年9個月）、羅張（6年1個月），任內雖曾發生用人爭議，惟其與執政黨關係良好，仍獲層峰支持。

## 卸任生涯
2023年3月，媒體報導陳家欽與因公殉職的鐵路警察李承翰母親張秀珍也共同發起成立「臺灣警政發展協會」，由陳家欽出任首任理事長，該協會將開班培訓治安管理師，輔導退休警察展開職場第二春，並關注警察政策、為警察發聲。

## 爭議事件
- 2018年4月21日，張姓男子於高雄市瑞豐夜市前路口，駕駛汽車酒駕肇事（酒測值達0.89mg/L）、連撞7車6人，經查張男為內政部警政署刑事警察局二線三星股長（實際支援警政署長辦公室擔任隨員秘書）；事發後，張男被拔除主管職務、並調離署長辦公室，惟不到二年時間，張男就陞任警政署二線四星專員，引起警界譁然，經媒體披露，警政署註銷張男人事派免令。[33][34][35]
- 2020年3月，因陳家欽批准辦公室三名幕僚調任刑事警察局佔缺（實際仍在署長辦公室辦公），人事任用引起爭議，經匿名人士向監察院、內政部檢舉。內政部政風處介入調查後，依偽造文書罪移送臺灣臺北地方檢察署偵辦，消息傳出後引發大眾熱議，更有媒體以「史上首位被函送檢廉的警政署長」報導，使中央政府形象受創。2020年7月，案經臺灣臺北地方檢察署調查，全案查無不法全數簽結。[36][37][38]
- 相較歷任警政署長，陳家欽打破人事任用慣例，積極拔擢警校同期或昔日同僚，甚至隨行秘書酒駕也照樣晉升，警界私下便以「陳家軍」、「用人唯親」、「爹親娘親不如家欽」謔稱。[39][40][35]
- 2020年5月，因2020年高雄市市長韓國瑜罷免案將於下月票選，陳家欽南下高雄召開治安維護工作專案會議，於會中提出傳聞有黑道將在投開票所「監票」，引發各界議論。高雄市政府指出，市府尚未接獲黑道監票相關訊息，如果警政署有情資，請提供給市警局；同時呼籲擁有執法權的警政機關首長發言謹慎，在缺乏明確證據前提下，不應憑空穴來風的傳聞就將民眾貼上黑道標籤。[41][42]
- 2021年3月26日，高雄市政府警察局發布人事案，曾任陳家欽秘書之張姓男子（2018年曾酒駕連撞7車6人）調任該局刑事警察大隊司法組組長，再度引起警界強烈反彈。3月29日，市警局表示在人事安排上確實考慮不周，緊急撤銷張男人事令；時任高雄市市長陳其邁同日出席活動受訪表示「這樣非常不妥」，並強調酒駕在高雄是零容忍，執法人員更應率先表率。[43][44]
- 2022年7月1日，甫卸任警政署長的陳家欽接受自由時報專訪，記者詢問其提早退休的真正原因，陳家欽回應警察人事受政治力介入、高層施壓，並提及內政部長徐國勇兩度為警政委員陳耀南爭取陞任、破壞升遷體制，引起大眾議論。徐國勇則回應：警察人員遴任、派任的權責在內政部，警政署長只有建議權。雙方就警察人事有過討論，但部長有整體考量，不一定要全盤接受署長的建議。[45][46][47]

## 外部連結
- 高雄市政府警察局的Facebook專頁
- YouTube上的高雄市政府警察局頻道
- NPA署長室的Facebook專頁
- 內政部警政署 （页面存档备份，存于）（繁體中文）（英文）

| 中華民國政府職務 | 中華民國政府職務                                       | 中華民國政府職務 |
| ---------------- | ------------------------------------------------------ | ---------------- |
| 行政院           |                                                        |                  |
| 前任： 陳國恩    | 內政部警政署署長 第十六任 2017年9月21日－2022年6月29日 | 繼任： 黃明昭    |